# Art Starratt

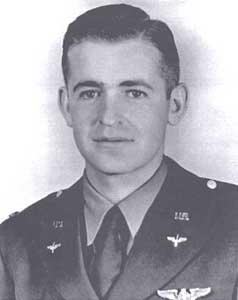
1943

Art Starratt (Boston, 8 augustus 1917 – april 2012) was een Amerikaanse bommenrichter tijdens de Tweede Wereldoorlog.
Art Starratt was de jongste van vier kinderen. Hij groeide op in Boston, waar zijn vader een boerderij had. Hij ging naar de Quincy High School en vervolgens twee jaar naar de universiteit. Hij werkte tijdens zijn studietijd bij Quaker Oats en dat ging zo goed, dat hij er elke dag ging werken en probeerde 's avonds zijn studie af te maken. Hij verloofde zich met Priscilla Marietta Smith. Zij ging bij de Navy WAVES (Women Accepted for Volunteer Emergency Service).

## Oorlogsjaren
In 1942 ging hij vrijwillig bij het Army Air Corps. Hij werd 2de luitenant. Zijn squadroncommandant was Clinton Ball. Arts  vliegtuig werd de Eight Ball genoemd.
Art en Prischilla trouwden in Washington DC op 1 oktober 1943, net voor zijn vertrek naar Europa.

### Laatste vlucht
Tijdens zijn 24ste missie, op 24 februari 1944, was zijn bommenwerper, de B-17F-25-DL, op terugweg van Schweinfurt, waar ze een kogellagerfabriek hadden gebombardeerd. Al op de heenweg was het toestel beschoten, een motor was uitgevallen en de oliedruk was minder geworden. De schade was niet groot, maar toch sprongen vijf van de tien bemanningsleden vast met hun parachute naar buiten zodra ze weer boven Nederlands grondgebied waren. Ze namen ook belastende documenten mee. Toen ze bij het IJsselmeer aankwamen, dachten ze even dat ze al bij Het Kanaal waren, maar even later werden ze door afweergeschut bij de kust weer beschoten, waarbij Starratt, die voorin zat, in het been geschoten werd. De piloot, Walter B. LeClerc, besloot een landingsplaats te zoeken. Hij ontweek Haarlem maar daarna viel de laatste motor uit, en moest hij hem zeilend aan de grond zetten. Hij kon nog net Vijfhuizen ontwijken en kwam in de IJtocht terecht. Starratt kwam met zijn hoofd tegen de boordwapens en raakte bewusteloos. De andere bemanningsleden dachten dat hij dood was en plaatsten een brandbom op de vleugel, zodat het toestel niet in Duitse handen zou komen. De bom werkte niet, en toen hij even later bijkwam, kon hij zelf uit het wrak klimmen. Op het veld werd hij door de Duitsers gearresteerd, samen met de overige vier bemanningsleden.

### Kamp
Uiteindelijk zat Starratt vijftien maanden in Stalag Luft I. Van de YMCA kregen de gevangenen logboeken, later was dat een mooie bron van informatie. Hij kreeg maandelijks een pakket van het Rode Kruis met onder meer suiker, oploskoffie, gedroogde pruimen of rozijnen, en blikjes margarine en cornedbeef. Ook zaten er brood, wortels, erwten en aardappelen in.
Op 1 mei 1945 werd het kamp door de Russen bevrijd. Hij was eindelijk weer een vrij man. Hij liep naar de haven, in de hoop een zeilboot te vinden die hij vanuit het kamp had gezien, maar die lag er niet meer. De Russen die hij onderweg tegenkwam, leken hem onbetrouwbaar dus hij besloot zelf te vluchten. In Barth ruilde hij wat sigaretten tegen een fiets waarmee hij naar Wismar ging, waar hij Britse troepen ontmoette. Daar kreeg hij te eten, te veel eten, want daar kon zijn maag niet meer tegen. Met een vrachtvliegtuig ging hij naar Le Havre waar alle Amerikaanse militairen werden verzameld om naar hun land terug te gaan. Troepenschip Rex bracht hem naar Camp Kilmer, New Jersey.

## Na de oorlog
Starratt trouwde met Priscilla, die hij in 1942 ontmoette. Ze kregen een zoon en drie dochters: Peter, Caral, Cheryl en Gail. Hij ging terug naar Quaker Oats, maar door zijn oorlogsverleden had hij moeite om onder een baas te werken. Hij begon een eigen verzekeringsbedrijf en deed dat werkt totdat hij met pensioen ging. 
In 2002 bracht hij een bezoek aan Nederland, aan de Floriade en aan de voormalige Gestapo-gevangenis in Amsterdam. Daarna bezocht hij Duitsland.  